# Élections en république démocratique du Congo
Cet article possède un paronyme, voir Élections en république du Congo.
Des élections aux scrutins direct et indirect ont lieu en république démocratique du Congo, pour les onze différents types d'élus, au niveau national et au niveau local.

## Cadre électoral
Les élections en RDC sont régies par la loi électorale N° 15/001 du 12 février 2015, modifiant et complétant la loi N° 06/006 du 09 mars 2006, portant organisation des élections présidentielles, législatives, provinciales, urbaines, municipales et locales, telle que modifiée par la loi N°11/003 du 25 juin 2011 et la loi électorale n°17/013 du 24 décembre 2017.

## Scrutin direct

### Président
Depuis la loi de 2011, le président de la république est élu au scrutin uninominal majoritaire à un tour pour un mandat de cinq ans, renouvelable une seule fois. Le scrutin se tient quatre vingt dix jours avant l'expiration du mandat du Président en exercice. La loi électorale de 2006 utilisait auparavant le scrutin à deux tours.

### Députés nationaux
L'Assemblée nationale est composée de 500 sièges dont les membres sont élus pour cinq ans, selon un système mixte. 60 députés sont ainsi élus au scrutin uninominal majoritaire à un tour dans autant de circonscriptions, tandis que les 440 députés restants sont élus au Scrutin proportionnel plurinominal avec listes ouvertes dans 121 circonscriptions plurinominales (109 avant 2018),. Les députés sont élus avec deux suppléants.
Les listes sont dites « ouvertes » : un électeur votant pour la liste d'un parti, a la possibilité d'utiliser un vote préférentiel pour un seul candidat, afin de faire monter sa place dans la liste pour laquelle il se présente ; la répartition des sièges obtenus par celle-ci se fera ensuite selon la méthode dite « le plus fort reste ».
Début décembre 2017, le gouvernement rédige un projet de loi visant à instaurer un seuil électoral de 3 % ; face aux protestations d'une grande partie de l'opposition et de la classe politique, ce seuil est ramené à 1 %.
 La somme à verser pour présenter une candidature est également augmentée, à hauteur d'environ 450 euros, tout en instaurant une dégressivité de cette somme pour les listes présentant plusieurs candidats ; l'objectif étant, dans les deux cas, de limiter la dispersion des partis politiques. Dans la nuit du 15 décembre, l'assemblée approuve ce changement dans la loi électorale.
Cependant, en accord avec l'article 118 de cette loi électorale, les candidats recueillant plus de la moitié des suffrages exprimés dans leur circonscription sont dits « élus exceptionnels » et obtiennent d'office un siège ; même si leur parti (ou formation) n'atteint pas le seuil électoral de 1 %, sans pour autant faire augmenter le total des sièges dans la circonscription. En 2018, dix élus décrochent ainsi un siège.

### Députés provinciaux
Les vingt-six provinces de la république démocratique du Congo, dont la ville province de la capitale, Kinshasa, sont dotées d'assemblées provinciales élues pour des mandats de cinq ans renouvelables et ce, pour un total de 780 députés provinciaux. Le mode de scrutin est le même que pour les députés nationaux.
 Chaque province est dotée d'un nombre de députés allant de dix-huit à quarante-huit, parmi lesquels entre dix-sept et quarante-quatre sont élus au scrutin direct en fonction de la population ; et de un à quatre sont cooptés  par les autres, au sein des chefs coutumiers. Ce qui donne, au niveau national, 715 députés provinciaux élus et 65 cooptés, pour un total de 780,,.

### Répartition des députés par province
| Province       | Électeurs  | Députés provinciaux | Députés provinciaux | Députés provinciaux | Députés nationaux |
| Province       | Électeurs  | Élus                | Cooptés             | Total               | Députés nationaux |
| -------------- | ---------- | ------------------- | ------------------- | ------------------- | ----------------- |
| Bas-Uele       | 477 624    | 17                  | 4                   | 21                  | 7                 |
| Equateur       | 966 882    | 19                  | 2                   | 21                  | 12                |
| Haut-Katanga   | 2 461 703  | 44                  | 4                   | 48                  | 30                |
| Haut-Lomami    | 1 312 959  | 26                  | 2                   | 28                  | 16                |
| Haut-Uele      | 929 415    | 18                  | 2                   | 20                  | 11                |
| Ituri          | 2 238 761  | 44                  | 4                   | 48                  | 28                |
| Kasaï          | 1 495 089  | 23                  | 2                   | 25                  | 19                |
| Kasaï central  | 1 552 139  | 30                  | 3                   | 33                  | 19                |
| Kasaï Oriental | 1 094 420  | 22                  | 2                   | 24                  | 14                |
| Kinshasa       | 4 462 245  | 44                  | 4                   | 48                  | 55                |
| Kongo Central  | 1 931 006  | 37                  | 4                   | 41                  | 24                |
| Kwango         | 985 077    | 19                  | 2                   | 21                  | 12                |
| Kwilu          | 2 350 798  | 44                  | 4                   | 48                  | 29                |
| Lomami         | 1 245 651  | 24                  | 2                   | 26                  | 15                |
| Lualaba        | 1 023 187  | 20                  | 2                   | 22                  | 13                |
| Mai-Ndombe     | 978 786    | 19                  | 2                   | 21                  | 12                |
| Maniema        | 1 028 676  | 20                  | 2                   | 22                  | 13                |
| Mongala        | 974 249    | 19                  | 2                   | 21                  | 12                |
| Nord-Kivu      | 3 864 600  | 44                  | 4                   | 48                  | 48                |
| Nord-Ubangi    | 679 996    | 17                  | 4                   | 21                  | 8                 |
| Sankuru        | 1 171 011  | 23                  | 2                   | 25                  | 14                |
| Sud-Kivu       | 2 565 934  | 44                  | 4                   | 48                  | 32                |
| Sud-Ubangi     | 1 332 220  | 26                  | 2                   | 28                  | 16                |
| Tanganyika     | 1 177 448  | 23                  | 2                   | 25                  | 15                |
| Tshopo         | 1 295 911  | 26                  | 2                   | 28                  | 16                |
| Tshuapa        | 775 652    | 17                  | 4                   | 21                  | 10                |
|                |            |                     |                     |                     |                   |
| Total RDC      | 40 371 439 | 715                 | 65                  | 780                 | 500               |

### Conseillers municipaux, de secteurs et de chefferie
En 2018, la RDC comptait 311 communes dotées d'un conseil municipal, ainsi que 734 secteurs et chefferies dotés de conseils de secteurs ou de chefferies. Les conseillers sont élus pour des mandats de cinq ans renouvelables. Le mode de scrutin est le même que pour les députés nationaux,.
Le nombre de sièges dans un conseil municipal dépend de la population de la commune, à raison, en 2018, de :
- 7  sièges  pour  une  commune  comptant  au  maximum  80 000  électeurs ;
- 9 sièges pour une commune comptant de 80 001 à 160 000 électeurs ;
- 11  sièges  pour  une  commune  comptant  de  160 001  à  240 000 électeurs ;
- 13  sièges  pour  une  commune  comptant  de  240 001  à  320 000 électeurs ;
- 15  sièges  pour  une  commune  comptant  320 001  électeurs ou plus.

Pour les secteurs et chefferies, la répartition est la suivante en 2018 :
- 7  sièges  pour  un  secteur  ou  une  chefferie comptant  au  maximum 35 000 électeurs ;
- 9 sièges pour un secteur ou une chefferie comptant de 35 001 à 70 000 électeurs ;
- 11  sièges  pour  un  secteur  ou  une  chefferie  comptant  de  70 001 à 105 000 électeurs;
- 13 sièges pour un secteur ou une chefferie comptant 105 001 électeurs ou plus.

## Scrutin indirect

### Sénateurs
Le Sénat comprend 108 membres, à raison de quatre sénateurs par province et huit sénateurs pour la ville de Kinshasa. Ils sont élus pour un mandat de cinq ans, renouvelable, par les députés provinciaux au Scrutin proportionnel plurinominal avec listes ouvertes et une seule voix préférentielle. La répartition se fait selon la règle « le plus fort reste ». Chaque sénateur est élu avec deux suppléants,.

### Gouverneurs
Le gouverneur et le vice-gouverneur de province sont élus au scrutin uninominal majoritaire à deux tours pour un mandat de cinq ans, renouvelable une seule fois, par les députés provinciaux (au sein ou en dehors de l'Assemblée provinciale). Ils sont investis par ordonnance du président de la république. Le gouverneur et le vice-gouverneur de province sont élus sur une même liste,.

### Conseillers urbains
Chaque commune est représentée par quatre conseillers urbains. Ils sont élus par les conseillers municipaux au scrutin proportionnel des listes ouvertes à une seule voix préférentielle avec application de la règle « le plus fort reste », pour un mandat de cinq ans renouvelable,.

### Maires, bourgmestres et Chefs de secteurs
Les maires, bourgmestres et chefs de secteurs, ainsi que leurs adjoints, sont élus sur une même liste au scrutin uninominal majoritaire à deux tours ; respectivement par les conseillers urbains, communaux et de secteur. Leur mandat est de cinq ans, renouvelable,.

## Liste par période

### Congo Belge
De 1908 à 1960, le pays est une colonie de la Belgique
- Élections municipales de 1957 au Congo belge
- Élections municipales de 1959 au Congo belge
- Élections générales de 1960 au Congo belge

### Transition et Première République
Après plusieurs années de transition, la Première République est proclamée en 1964.
- Référendum constitutionnel de 1964 en république démocratique du Congo
- Élections parlementaires de 1965 en république démocratique du Congo

### Seconde République, dictature de Mobutu
Après un coup d'état en 1965, Mobutu Sese Seko instaure la Seconde République, puis renomme le pays en « Zaïre », jusqu'à sa chute en 1997. Le Mouvement populaire de la révolution (MPR) devient le parti unique.
- Référendum constitutionnel de 1967 en république démocratique du Congo
- Élections législatives de 1970 en république démocratique du Congo
- Élections législatives zaïroises de 1975
- Élections législatives zaïroises de 1977
- Élection présidentielle zaïroise de 1977
- Élections législatives zaïroises de 1982
- Élection présidentielle zaïroise de 1984
- Élections législatives zaïroises de 1987

### Troisième République
La constitution de la Troisième République est adoptée, par référendum, pendant la période de transition.
- Référendum constitutionnel de 2005 en république démocratique du Congo
- Élections législatives de 2006 en république démocratique du Congo
- Élection présidentielle de 2006 en république démocratique du Congo
- Élections sénatoriales de 2007 en république démocratique du Congo
- Élections législatives de 2011 en république démocratique du Congo
- Élection présidentielle de 2011 en république démocratique du Congo
- Élections législatives de 2018 en république démocratique du Congo
- Élection présidentielle de 2018 en république démocratique du Congo
- Élections sénatoriales de 2019 en république démocratique du Congo
- Élection présidentielle de 2023 en république démocratique du Congo
- Élections législatives de 2023 en république démocratique du Congo
- Élections provinciales de 2023 en république démocratique du Congo
- Élections municipales de 2023 en république démocratique du Congo